# Distretto di Ōi
Il distretto di Ōi (大飯郡, Ōi-gun?) è uno dei distretti della prefettura di Fukui, in Giappone.
Attualmente fanno parte del distretto i comuni di Ōi e Takahama.
| Controllo di autorità | VIAF (EN) 252647871 · NDL (EN, JA) 00393709 |